# V-Cube 7
V-Cube 7とは、ルービックキューブの7×7×7版の立方体パズルである。
基本ルールはルービックキューブと同様で、各面を単色に揃えることが目標である。
配置の組み合わせの数は、:{\displaystyle {\frac {8!\times 3^{7}\times 12!\times 2^{10}\times 24!^{8}}{4!^{36}}}\approx 1.95\times 10^{160}}通りである。
V-Cube 7を揃えられる必要十分条件はプロフェッサーキューブとV-Cube 6を揃えられることである。また、V-Cube 7を揃えられれば、一般の n×n×n のルービックキューブを理論上全て揃えられる。

## 形状

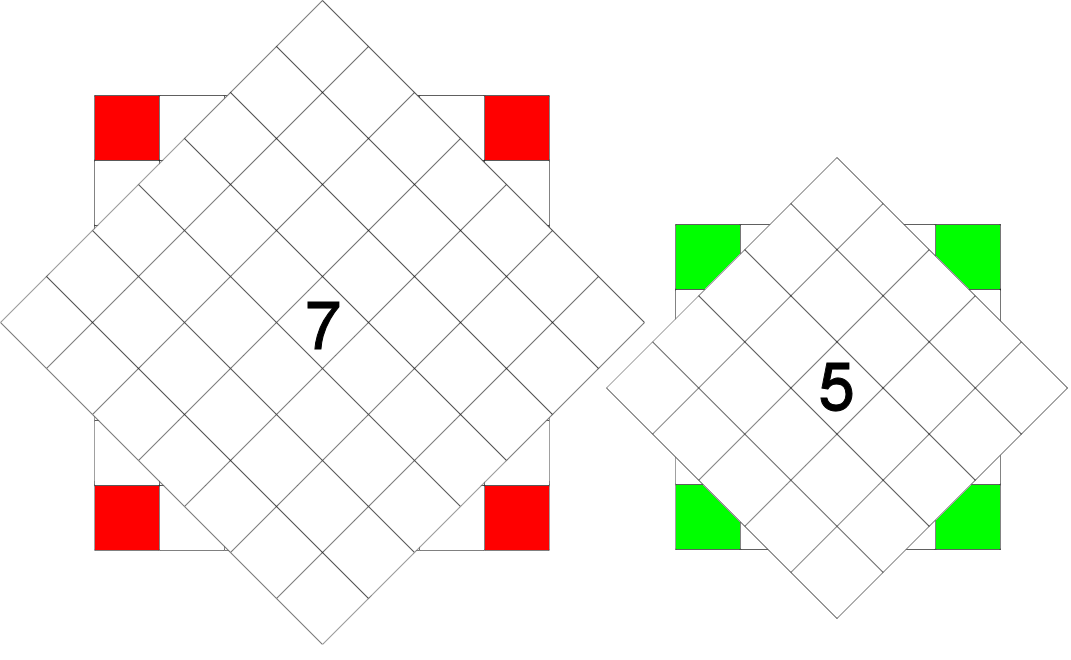
45度回転させた状態

立方体だと回転中に角の部分がはみ出してしまい（右図参照）保持できなくなることから、V-Cube 7 は、分割の少ない他のキューブとは違い、丸みを帯びた形になっている。

## 記録
2019年11月時点での世界記録は、アメリカ合衆国の Max Park による単1分40秒89、平均1分50秒10である。